# Anomocarellidae
Az Anomocarellidae a háromkaréjú ősrákok (Trilobita) osztályának az Asaphida rendjéhez, ezen belül az Anomocaroidea öregcsaládjához tartozó család.

## Rendszerezés
A családba az alábbi nemek tartoznak:
- Anomocarella
- Eoanomocarella
- Fissanomocarella
- Glyphaspis
- Hanshania
- Huayuania
- Liocare
- Liopeishania
- Liopelta
- Luia
- Lydiaspis
- Megalopsis
- Neoanomocarella
- Orthodorsum
- Paranomocarella
- Peishania
- Peishanoides
- Plebiellus